# Tokudaia tokunoshimensis
Tokudaia tokunoshimensis är en gnagare i familjen råttdjur som förekommer i södra Japan.
Arten lever endemisk på ön Tokunoshima som tillhör Amamiöarna. Den vistas i öns högre delar vid två berg. Habitatet utgörs av brukade och ursprungliga lövskogar.
Kroppslängden (huvud och bål) är 10,3 till 16,0 cm, svanslängden är 8,4 till 13,5 cm, bakfötterna är cirka 3,8 cm långa och öronen är ungefär 2,3 cm stora. Viktuppgifter saknas. I pälsen på ovansidan är några taggar inblandade. Den har en mörkbrun färg och undersidan är täckt av ljusare gråbrun päls. Svansen har en svart spets och närmare bålen är den svart på ovansidan och vit på undersidan. Antalet spenar hos honor är fyra par. Denna gnagare har en diploid kromosomuppsättning med 45 kromosomer (2n=45). Inget är känt angående levnadssättet.
Landskapsförändringar påverkar beståndet negativt. Dessutom faller flera exemplar offer för tamkatter och hundar. IUCN listar arten som starkt hotad (EN).